# Megachile digna
Megachile digna är en biart som beskrevs av Mitchell 1930. Megachile digna ingår i släktet tapetserarbin, och familjen buksamlarbin. Inga underarter finns listade i Catalogue of Life.